# 広川王
広川王（ひろかわおう、生没年不詳）は、奈良時代の皇族。名は広河王とも記される。刑部卿・長田王の子。官位は従五位上・右大舎人頭。

## 経歴
天平神護3年（767年）従五位下に直叙される。
光仁朝に入り、宝亀2年（771年）内礼正に任ぜられると、内兵庫正・大判事と京官を務める一方で、丹波員外介・備後守と地方官も兼ねた。宝亀8年（777年） 因幡守として地方官に転じる。
桓武朝の延暦元年（782年）右大舎人頭に補任されて京官に復し、延暦2年（783年）従五位上に昇叙された。

## 官歴
『続日本紀』による。
- 天平神護3年（767年） 正月18日：従五位下（直叙）
- 宝亀2年（771年） 閏3月1日：内礼正
- 宝亀3年（772年） 4月20日：兼丹波員外介
- 宝亀5年（774年） 3月5日：備後守。9月5日：兼内兵庫正
- 宝亀7年（776年） 3月6日：大判事
- 宝亀8年（777年） 10月13日：因幡守
- 宝亀10年（779年） 2月23日：因幡守
- 延暦元年（782年） 9月9日：右大舎人頭
- 延暦2年（783年） 正月16日：従五位上

## 系譜
- 父：長田王[1]
- 母：不詳
- 生母不詳の子女
  - 男子：雄川王[1]